# 协雄乡
协雄乡，是中华人民共和国西藏自治区昌都市丁青县下辖的一个乡镇级行政单位。

## 行政区划
协雄乡下辖以下地区：
协堆村、协雄村、协麦村、郎通村和夏拉村。